# Tomie Ōhara
Tomie Ōhara Tomie (大原 富枝), née le 28 septembre 1912 à Yochino-mura (à présent Motoyama-chō) préfecture de Kōchi et morte le 27 janvier 2000, est une écrivaine japonaise.
Ōhara est souvent récompensée pour ses romans. En 1956, elle reçoit le prix de littérature féminine pour Sutomai tsumbo et en 1960 le prix Mainichi de la culture pour Utsukushi to iu onna et le prix Noma de littérature pour En to iu onna.

## Source de la traduction
- (de) Cet article est partiellement ou en totalité issu de l’article de Wikipédia en allemand intitulé « Ōhara Tomie » (voir la liste des auteurs).
- Notices d'autorité :   - VIAF
  - ISNI
  - BnF (données)
  - IdRef
  - LCCN
  - GND
  - Japon
  - CiNii
  - Pays-Bas
  - Israël
  - NUKAT
  - Lettonie
  - Corée du Sud
  - WorldCat